# زیردریایی کارپ (کی-۲۳۹)
زیردریایی کارپ (کی-۲۳۹) (به انگلیسی: Russian submarine Carp (K-239)) یک زیردریایی است. این زیردریایی  در سال ۱۹۸۳ ساخته شد.